# Selección natural cosmológica
La selección natural cosmológica, también llamado universos fecundos, es una hipótesis propuesta por el físico teórico Lee Smolin que pretende ser una alternativa científica al principio antrópico. Aborda el problema de la complejidad de nuestro universo, que en gran medida está inexplicado. La hipótesis sugiere que un proceso análogo a la selección natural biológica se aplica en las escalas más amplias a la cosmología, de suerte que el universo conocido podría ser el resultado de una evolución y una mutación de universos anteriores. Smolin publicó la idea en 1992 y la resumió en un libro dirigido a un público no especializado llamado The Life of the Cosmos ('La vida del cosmos'), publicado en 1997 por la Oxford University Press.

## Hipótesis
Lee Smolin sugiere que las normas de la biología son aplicables a escala cósmica, particularmente la que él llama selección natural cosmológica. La idea de una evolución y una mutación de universos supone también la existencia de universos "más primitivos" (acaso más simples). Según expresa Smolin en The Life of the Cosmos (La vida del cosmos), los universos dominantes podrían ser aquellos que poseyeran más agujeros negros.
Los agujeros negros tienen un papel en la selección natural. El colapso de un agujero negro provoca el surgimiento de un nuevo universo en el "otro lado" de la singularidad espaciotemporal, cuyos parámetros constantes fundamentales (masas de partículas elementales, constante de Planck, carga eléctrica elemental, velocidad de la luz y otras constantes cosmológicas) pueden diferir ligeramente del universo donde se encuentra el agujero negro que colapsó. De este modo, cada universo da lugar a tantos universos nuevos como agujeros negros tiene. La teoría contiene las ideas evolutivas de "reproducción" y "mutación" de universos, por lo que es formalmente análoga a los modelos de poblaciones biológicos.
Alternativamente, los agujeros negros desempeñan un papel en la selección natural cosmológica al reorganizar sólo parte de la materia que afecta la distribución de los universos de cuarks elementales. La población de universos resultante se puede representar como una distribución de un paisaje de parámetros donde la altura del paisaje es proporcional al número de agujeros negros que tendrá un universo con esos parámetros. Aplicando un razonamiento tomado del estudio de los paisajes adaptativos en biología de poblaciones, se puede concluir que la población está dominada por universos cuyos parámetros impulsan la producción de agujeros negros hasta un pico local en el paisaje. Este fue el primer uso de la noción de paisaje de parámetros en física.

## Recepción y crítica
Leonard Susskind, quien más tarde promovió un panorama similar de la teoría de cuerdas, afirmó:
No estoy seguro de por qué la idea de Smolin no atrajo mucha atención. De hecho, creo que merecía mucho más de lo que recibió.
Sin embargo, Susskind también argumentó que, dado que la teoría de Smolin se basa en la transferencia de información desde el universo padre al universo bebé a través de un agujero negro, en última instancia no tiene sentido como teoría de la selección natural cosmológica. Según Susskind y muchos otros físicos, la última década de física de agujeros negros nos ha demostrado que ninguna información que entra en un agujero negro puede perderse. Incluso Stephen Hawking, que fue el mayor defensor de la idea de que la información se pierde en un agujero negro, cambió posteriormente su posición. La implicación es que la transferencia de información desde el universo padre al universo bebé a través de un agujero negro no es concebible.
Smolin ha observado que el panorama de la teoría de cuerdas no es falsable según el criterio de Karl Popper si otros universos no son observables. Es este sentido las predicciones de Smolin no se pueden demostrar ni contradecir, y por tanto no son ciencia.[cita requerida] Este es el tema del debate Smolin-Susskind sobre el argumento de Smolin: "[El] principio antrópico no puede producir ninguna predicción falsificable y, por lo tanto, no puede ser parte de la ciencia". Entonces sólo hay dos salidas: agujeros de gusano transitables que conectan los diferentes universos paralelos, y la "no localidad de señales", como la describe Antony Valentini, científico del Instituto Perimeter.
En una reseña crítica de The Life of the Cosmos, el astrofísico Joseph Silk sugirió que nuestro universo se queda corto en aproximadamente cuatro órdenes de magnitud para alcanzar el máximo para la producción de agujeros negros. En su libro Questions of Truth, el físico de partículas John C. Polkinghorne plantea otra dificultad con la tesis de Smolin: no se puede imponer el tiempo multiversal consistente requerido para que la dinámica evolutiva funcione, ya que los universos de vida corta con pocos descendientes dominarían entonces los universos de vida larga con muchos descendientes. Smolin respondió a estas críticas en Life of the Cosmos y en artículos científicos posteriores.
Cuando Smolin publicó la teoría en 1992, propuso como predicción de su teoría que no debería existir ninguna estrella de neutrones con una masa superior a 1,6 veces la masa del sol.[cita requerida] Posteriormente, esta cifra se elevó a dos masas solares luego de un modelado más preciso de los interiores de las estrellas de neutrones realizado por astrofísicos nucleares. Si alguna vez se observara una estrella de neutrones más masiva, mostraría que las leyes naturales de nuestro universo no estaban sintonizadas para la producción máxima de agujeros negros, porque la masa del extraño quark podría reajustarse para reducir el umbral de masa para la producción de un agujero negro. En 2010 se descubrió un púlsar de 1,97 masas solares. En 2019, se descubrió la estrella de neutrones PSR J0740+6620 con una masa solar de 2,08 ± 0,07.
En 1992, Smolin también predijo que la inflación, de ser cierta, sólo debería estar en su forma más simple, regida por un único campo y parámetro.
Esta idea fue estudiada más a fondo por Nikodem Poplawski.

## Biografía
- Smolin, Lee (1997). The Life of the Cosmos ISBN 0-19-510877-X
- Gardner, James (2008). El Universo Inteligente. Ediciones Robinbook. ISBN 978-84-96924-13-0.
- Del Corral Salazar, Andrés (2017). Selección natural en niveles emergentes: Una ampliación del darwinismo. Editorial Universidad de Caldas. ISBN 978-958-759-164-4.